# Nikotinat-nukleotid—dimetilbenzimidazol fosforiboziltransferaza
Nikotinat-nukleotid—dimetilbenzimidazol fosforiboziltransferaza (EC 2.4.2.21, nikotinat mononukleotid-dimetilbenzimidazolna fosforiboziltransferaza, nikotinat ribonukleotid:benzimidazol (adenin) fosforiboziltransferaza, nikotinat-nukleotid:dimetilbenzimidazol fosfo-D-riboziltransferaza, CobT, nikotinat mononukleotid (NaMN):5,6-dimetilbenzimidazol fosforiboziltransferaza) je enzim sa sistematskim imenom nikotinat-nukleotid:5,6-dimetilbenzimidazol fosfo--riboziltransferaza. Ovaj enzim katalizuje sledeću hemijsku reakciju
beta-nikotinat D-ribonukleotid + 5,6-dimetilbenzimidazol {\displaystyle \rightleftharpoons } nikotinat+ alfa-ribazole 5'-fosfat
Ovaj enzim takođe deluje na benzimidazol.

## Literatura
- Nicholas C. Price; Lewis Stevens (1999). Fundamentals of Enzymology: The Cell and Molecular Biology of Catalytic Proteins (Third изд.). USA: Oxford University Press. ISBN 019850229X.
- Eric J. Toone (2006). Advances in Enzymology and Related Areas of Molecular Biology, Protein Evolution (Volume 75 изд.). Wiley-Interscience. ISBN 0471205036.
- Branden C; Tooze J. Introduction to Protein Structure. New York, NY: Garland Publishing. ISBN 0-8153-2305-0.
- Irwin H. Segel. Enzyme Kinetics: Behavior and Analysis of Rapid Equilibrium and Steady-State Enzyme Systems (Book 44 изд.). Wiley Classics Library. ISBN 0471303097.

## Spoljašnje veze
- Nicotinate-nucleotide---dimethylbenzimidazole+phosphoribosyltransferase на 